# Per Bering
Per-Olof Gunnar Bering, född 18 december 1920 i Växjö, död 30 juli 2009, var en svensk företagsledare.
Bering, som var son till disponent Gustaf Bering och Anna Jonsson, utexaminerades från Chalmers tekniska högskola 1943 och blev teknologie licentiat 1949. Han var forskningsingenjör vid Stora Kopparbergs Bergslags AB 1943–1951, forskningschef vid AB Svensk Torvförädling 1951–1955, blev överingenjör vid Stora Kopparbergs Bergslags AB 1956, var direktör 1964–1971, verkställande direktör för Nordmalt AB i Stugsund 1971–1978 och för P O Bering Fastighets AB från 1978. Han var ordförande i Sjöbefraktarrådet 1965–1972, vice ordförande i näringslivets trafikdelegation 1968–1972, ledamot av transportforskningsdelegationen 1970–1973 och av Statens va-nämnd 1976–1992. Han var dansk konsul 1973–1980.